# Alfred Hettner
Alfred Hettner (ur. 6 sierpnia 1859 w Dreźnie, zm. 31 sierpnia 1941 w Heidelbergu) – niemiecki geograf. Znany jest ze względu na swoją koncepcję chorologii, badania miejsc i regionów.
Uzyskał doktorat na Uniwersytecie w Strasburgu, był również uczniem Ferdinanda Richthofena i Friedricha Ratzela gdzie na Uniwersytecie w Lipsku uzyskał habilitację. Od 1894 był profesorem w Lipsku, od 1897 w Tybindze, a w latach 1899-1928 profesorem na Uniwersytecie w Heidelbergu. W latach 1882–1884 i 1888–1890 prowadził badania w Ameryce Południowej, w latach 1908–12 w Egipcie, Algierii i Tunezji, a w latach 1913–1914 w Azji Południowej. Jego dzieło „Europe” zostało opublikowane w 1907. Hettner był zdania, że badanie regionów jest podstawą geografii.

## Dzieła
- Methodische Zeit- und Streitfragen, w: Geographische Zeitschrift, Bd. 29 (1923), s. 49–50
- Die Geographie, ihre Geschichte, ihr Wesen und ihre Methoden, Breslau, 1927